# Dietbert von Bussnang
Dietbert von Bussnang (auch Dietbertus oder Theobertus; * in Bussnang; † 18. Februar 1186 in St. Blasien) stammte aus dem Geschlecht der Herren von Bussnang und war von 1174 bis 1186 Abt im Kloster St. Blasien im Südschwarzwald.